# Genoa (Ohio)

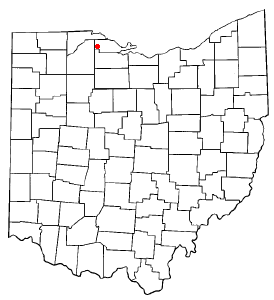
Genoa na planie stanu Ohio

Genoa – wieś w USA, w hrabstwie Ottawa, w stanie Ohio. Nazwa wsi została zmieniona w 1857 roku na słynne włoskie miasto Genua, a wcześniej stacja kolejowa od imienia założyciela nosiła nazwę Stony.
W roku 2010, 22,9% mieszkańców było w wieku poniżej 18 lat, 8,7% było w wieku od 18 do 24 lat, 23,9% było od 25 do 44 lat, 25,4% było od 45 do 64 lat, a 19,3% było w wieku 65 lat lub starszych. We wsi było 48,9% mężczyzn i 51,1% kobiet.
Liczba mieszkańców w 2010 roku wynosiła 2236.

## Znani mieszkańcy
- Bryan Smolinski (ur. 1971) – były hokeista Boston Bruins i National Hockey League (NHL)
- Brandy Talore (ur. 1982) – amerykańska aktorka pornograficzna
- Joe Mahr – dziennikarz śledczy (w roku 2004 otrzymał nagrodę Pulitzera)
- Bill Nolte – aktor grający na Broadwayu
- Rolia Whitinger (1916–2001) – weteran drugiej wojny światowej (w walce przez 10 miesięcy i 6 dni – United States Armed Forces)
- Mark D. Williams – obecny sołtys wsi